# Grote Waterpoort (Delfzijl)
De huidige Grote Waterpoort van Delfzijl uit 1833 ligt in de dijk aan het einde van de Havenstraat. De Waterpoort is een van de waterpoorten die Delfzijl kent. Er is ook de Kleine Waterpoort, die ook wel De Ruyterpoort genoemd wordt.
De Waterpoort werd in de jaren 1970 gerestaureerd en is nog steeds in gebruik als coupure. Bij een hoge vloed wordt de poort afgesloten door middel van een metalen deur. Aan de havenzijde is een steen met inscriptie die de springvloed van 1962 markeert.

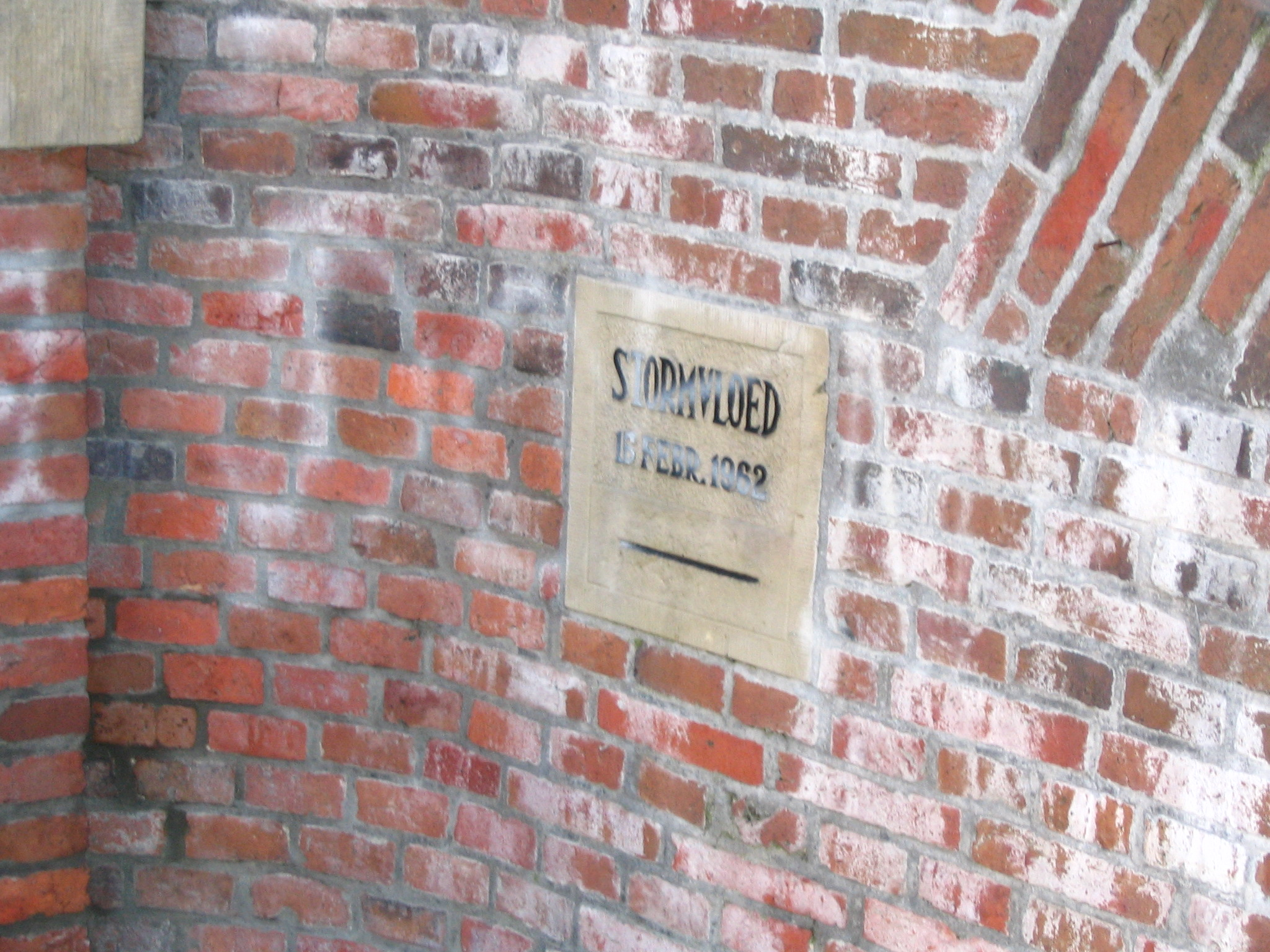
De markeersteen in de Waterpoort

## Voorgaande Grote Waterpoort
De Grote Waterpoort werd gebouwd ter vervanging van de voorgaande waterpoort uit 1715. Tijdens het beleg van Delfzijl (1813-1814) was de poort gesloten. Na het beleg kwamen de Engelse mariniers door de Grote Waterpoort de vestingstad binnen.